# 비봉면 (화성시)
비봉면(飛鳳面)은 경기도 화성시 북부에 위치한 면이다. 면적은 38.544 km2이며, 2015년 8월 말 기준으로 인구는 6,014 명이다.

## 역사
- 조선시대 경기도 남양도호부 며지곶면(旀知串面)·저팔리면(楮八里面)
- 1895년 음력 윤5월 1일 인천부 남양군[2]
- 1896년 8월 4일 경기도 남양군[3]
- 1914년 4월 1일 며지곶면·저팔리면을 경기도 수원군 비봉면으로 통합하였다.[4] (9리)
- 1949년 8월 14일 경기도 화성군 비봉면[5]
- 1983년 2월 15일 상기리를 봉담면에 편입하였다.[6] (8법정리)
- 2001년 3월 21일 경기도 화성시 비봉면[7]

## 행정 구역
| 법정리 | 한자명 | 행정리           | 비고                       |
| ------ | ------ | ---------------- | -------------------------- |
| 양노리 | 兩老里 | 양노1리~양노4리  | 비봉면 행정복지센터 소재지 |
| 남전리 | 南田里 | 남전1리, 남전2리 |                            |
| 유포리 | 柳浦里 | 유포1리, 유포2리 |                            |
| 삼화리 | 三花里 | 삼화1리~삼화5리  |                            |
| 구포리 | 鳩浦里 | 구포1리~구포3리  |                            |
| 쌍학리 | 雙鶴里 | 쌍학1리~쌍학4리  |                            |
| 청요리 | 靑蓼里 | 청요1리~청요3리  |                            |
| 자안리 | 紫安里 | 자안1리, 자안2리 |                            |
| 8리    |        | 25행정리         |                            |

## 아파트
| 단지명                     | 건설사              | 시행사                             | 주소                    | 입주        | 비고 |
| -------------------------- | ------------------- | ---------------------------------- | ----------------------- | ----------- | ---- |
| 비봉 호반써밋              | 호반건설            | ㈜호반자산개발                     | 새비봉서로 130 (삼화리) | 2024년 11월 |      |
| 비봉 우미 린               | 우미건설 ㈜다안건설 | ㈜전승건설                         | 새비봉남로 39 (삼화리)  | 2024년 12월 |      |
| 비봉지구 예미지 센트럴에듀 | 금성백조건설㈜      | ㈜대승글로벌 삼승건설㈜ ㈜삼승개발 | 새비봉서로 20 (삼화리)  | 2024년 12월 |      |
| 비봉지구 예미지 2차        | 금성백조건설㈜      | 금성백조건설㈜ ㈜대승글로벌        |                         | 2027년 8월  |      |

## 교육
- 비봉초등학교 (삼화리)
- 청연초등학교 (삼화리)
- 청룡초등학교 (청요리)
- 비봉중학교 (삼화리)
- 청연중학교 (삼화리)
- 비봉고등학교 (양노리)